# 성환읍
성환읍(成歡邑)은 천안시 서북구의 읍으로, 천안시 북부의 교통 요지이다. 경부선(수도권 전철 1호선) 성환역이 위치하고 있다.
북쪽으론 평택시와 안성시가 있으며, 서쪽으론 아산시 둔포면과 음봉면, 남쪽으론 직산읍, 동쪽으론 입장면이 있다.

## 지리

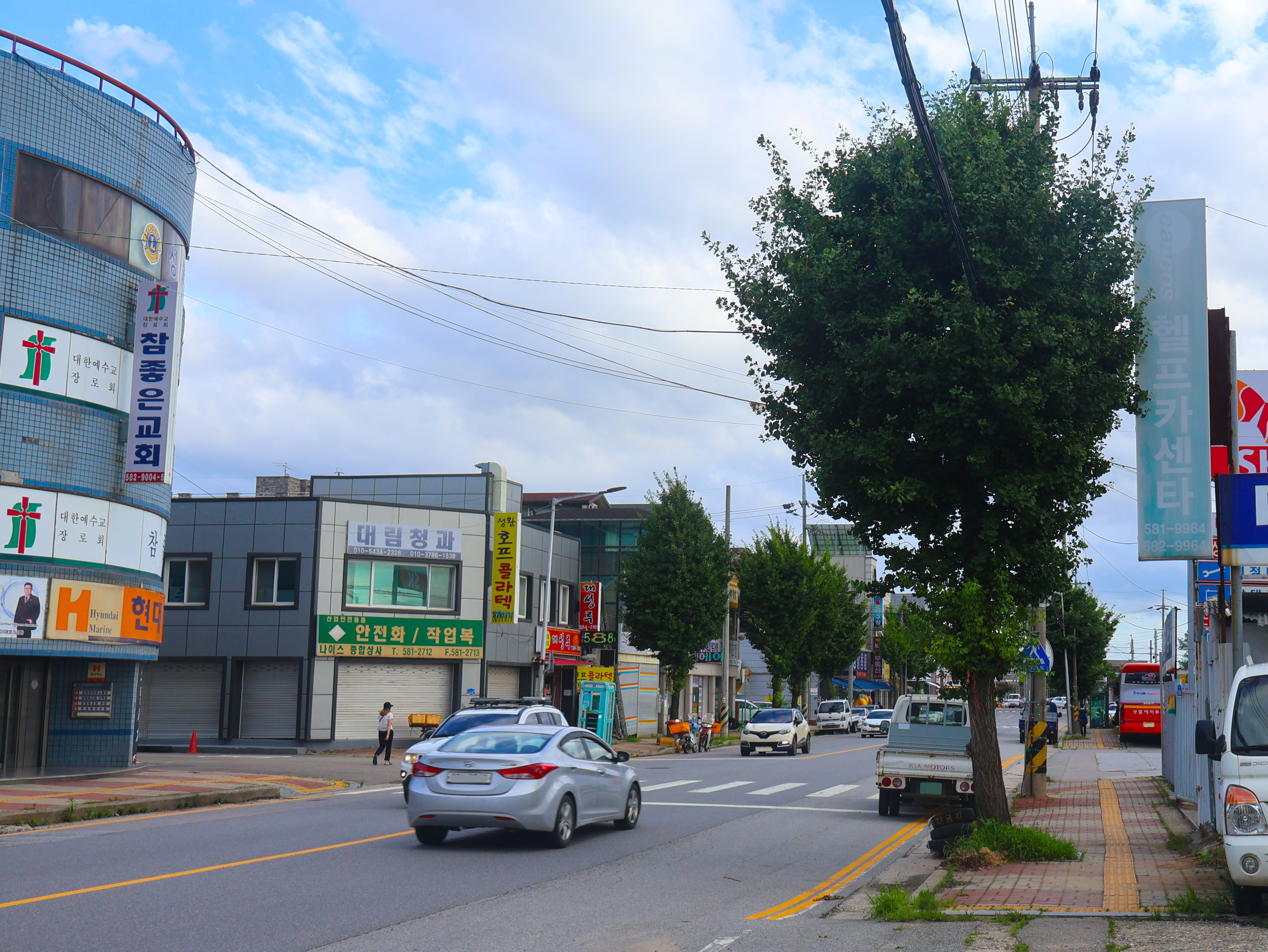
성환1로 (2024년 7월)

성환읍은 천안시내보다 경기도 평택시 내에 더 가까워, 천안시 뿐만 아니라 경기도 생활권에도 속한다.
농촌진흥청 축산시험장이 있으며, 부근의 잔잔한 구릉에는 배 재배지가 위치하고 있다. 또, 목장이 있어 낙농의 시범을 보여 주고 있다. 과거에는 성환 개구리 참외로 이름을 떨쳤으나 지금은 성환 배로 이름을 떨치고 있다. 사금 산지로 유명하며, 원자핵 자원인 모나자이트, 지르콘 등이 매장되어 있어 주목을 끌고 있다.

## 역사
- 조선시대에 육로 교통로 중 하나인 성환도(成歡道)의 중심역 성환역(成歡驛)이 있었다.[1] 읍 명칭의 유래가 된다.
- 청일 전쟁 최초 지상전 교전인 당시 성환 전투로 유명하다.
- 1973년 7월 1일 : 성환면이 성환읍으로 승격하였다.[2]

## 법정리
- 성환리(成歡里)(성환읍의 중심지로, 성환읍행정복지센터가 위치하고 있다.)
- 대홍리(大弘里)
- 도하리 (都下里)
- 매주리(梅珠里)
- 복모리(伏毛里)
- 성월리 (城月里)
- 송덕리 (松德里)
- 신가리 (新佳里)
- 수향리(水鄕里)
- 신방리 (新防里)
- 안궁리(安宮里)
- 양령리(兩令里)
- 와룡리 (臥龍里)
- 어룡리 (魚龍里)
- 왕림리 (旺林里)
- 우신리(牛新里)
- 율금리(栗金里)
- 학정리 (鶴井里)

## 주요 기관

### 경찰서
- 천안서북경찰서 성환파출소(지구대->파출소로 변경)

### 소방서
- 천안소방서 성환 119 안전센터

### 생활・문화
- 성환도서관
- 천안시 성환문화회관 (어린이 교통 체험관 및 성환 배 축제)
- 남서울대학교 성암문화체육관 (수영장, 헬스장)
- 천안 북부스포츠센터 (수영장, 헬스장, 축구장)

### 학교
- 성환초등학교
- 성신초등학교
- 대홍초등학교
- 신방초등학교
- 신가초등학교
- 도하초등학교
- 성환중학교
- 천안동성중학교
- 성환고등학교
- 남서울대학교
- 천안연암대학교

그 외 비주요 기관
- 한국광해관리공단 광해기술연구소

- 농촌진흥청 축산연구소

- 국립축산과학원 축산자원개발부

## 교통 시설
- 경부선 성환역
- 성환버스터미널

### 도로
- 경부고속도로
- 국도 제1호선
- 국도 제34호선
- 국가지원지방도 제70호선

## 아파트
| 단지명         | 건설사     | 시행사     | 주소                           | 입주        | 비고 |
| -------------- | ---------- | ---------- | ------------------------------ | ----------- | ---- |
| 성환부영 1차   | ㈜부영     | ㈜부영     | 성환읍 천안대로 1843 (매주리)  | 1998년 6월  |      |
| 성환부영 2차   | ㈜부영     | ㈜부영     | 성환읍 천안대로 1853 (매주리)  | 2005년 5월  |      |
| 성환부영 3차   | ㈜부영     | ㈜부영     | 성환읍 천안대로 1853 (매주리)  | 2006년 12월 |      |
| 성환 e편한세상 | 고려개발   | 다능건설㈜ | 성환읍 성환1로 54-45 (매주리)  | 2009년 9월  |      |
| 두진그린힐     | 두진건설㈜ | 두진건설㈜ | 서북구 율금1길 221-34 (율금리) | 2001년 8월  |      |